# Herby i godła terytoriów zależnych
Herby i godła terytoriów zależnych – oficjalne, uszeregowane w porządku alfabetycznym:
- Zobacz też

## Herby i godła terytoriów zależnych
| Anguilla                                       |  | (więcej o herbie)                     |
| Aruba                                          |  | (więcej o herbie)                     |
| Bermudy                                        |  | (więcej o herbie)                     |
| Brytyjskie Terytorium Antarktyczne             |  | (więcej o herbie)                     |
| Brytyjskie Terytorium Oceanu Indyjskiego       |  | (więcej o herbie)                     |
| Brytyjskie Wyspy Dziewicze                     |  | (więcej o herbie)                     |
| Falklandy                                      |  | (więcej o herbie)                     |
| Francuskie Terytoria Południowe i Antarktyczne |  | (więcej o herbie)                     |
| Georgia Południowa i Sandwich Południowy       |  | (więcej o herbie)                     |
| Gibraltar                                      |  | (więcej o herbie)                     |
| Grenlandia                                     |  | (więcej o herbie)                     |
| Guam                                           |  | (więcej o godle)                      |
| Guernsey                                       |  | (więcej o herbie)                     |
| Gujana Francuska                               |  | (więcej o herbie)                     |
| Gwadelupa                                      |  | (więcej o herbie pod Godło Francji)   |
| Jersey                                         |  | (więcej o herbie)                     |
| Kajmany                                        |  | (więcej o herbie)                     |
| Mariany Północne                               |  | (więcej o godle)                      |
| Montserrat                                     |  | (więcej o herbie)                     |
| Norfolk                                        |  | (więcej o herbie)                     |
| Nowa Kaledonia                                 |  | (więcej o godle)                      |
| Pitcairn                                       |  | (więcej o herbie)                     |
| Polinezja Francuska                            |  | (więcej o godle)                      |
| Portoryko                                      |  | (więcej o herbie)                     |
| Saint-Pierre i Miquelon                        |  | (więcej o herbie - pod Godło Francji) |
| Samoa Amerykańskie                             |  | (więcej o godle)                      |
| Turks i Caicos                                 |  | (więcej o herbie)                     |
| Wyspa Man                                      |  | (więcej o herbie)                     |
| Święta Helena i dependencje                    |  | (więcej o herbie)                     |
| Wyspy Cooka                                    |  | (więcej o herbie)                     |
| Wyspy Owcze                                    |  | (więcej o herbie)                     |